# Nhà thờ chính tòa Almería
Nhà thờ chính tòa Almería (tiếng Tây Ban Nha: Catedral de Almería), tên đầy đủ là Cathedral of the Incarnation of Almería (tiếng Tây Ban Nha: Catedral de la Encarnación de Almería), là một Nhà thờ chính tòa Roman Catholic ở thành phố Almería, Andalucía. Nó là turng tâm Giáo phận Công giáo Roma Almería.
Nhà thờ được xây dựng theo kiến trúc Gothic và kiến trúc Phục Hưng từ năm 1524 đến năm 1562. Chuông gần nhất của nhà thờ được đúc năm 1805.